# 川崎車両所
川崎車両所（かわさきしゃりょうじょ）は、神奈川県川崎市川崎区塩浜4丁目にある日本貨物鉄道（JR貨物）の車両工場である。

## 概要
貨車専門の車両所であり、JR貨物保有の貨車や私有貨車の全般検査･更新等を行う。検修業務を神奈川臨海鉄道川崎車両事業所に委託している。
かつて東京都葛飾区東新小岩の新小岩操駅にあった新小岩車両所が起源。新小岩操駅の一部機能移転に伴い、車両検査部門を川崎貨物駅構内に移転し、1997年に川崎車両所として開設された。
おもに関東支社管内に配車されている貨車を中心に全国の貨車の全般検査の約1/3を担当するほか、検修拠点への部品供給を行ってきた。名古屋車両所廃止（2015年（平成27年）4月）及び郡山車両所廃止（2023年（令和5年）3月）に伴い、貨車全般検査・部品供給の対象を更に拡大している。
川崎貨物駅周辺には、他に貨車の交番検査等を行う川崎貨車区（高島駅に設置されていた横浜貨車区を1990年2月に移転）があったが、2007年までに川崎車両所に統合され、塩浜派出となった。塩浜派出の業務も神奈川臨海鉄道に委託されており、同社川崎車両事業所貨車派出が設置されている。
その他、付近には東海道貨物線、水江線、神奈川臨海鉄道の車両基地である塩浜機関区がある。
川崎車両所は、入れ替え作業開始時に、曲名不明なメロディーが鳴る。1コーラス66秒間のメロディーで、作業終了まで繰り返して流れる。

## 整備済み車両の車体に記される略号
「KS」もしくは「川崎車」

## 検査担当形式
コンテナ車・タンク車・ホッパ車のほか、大物車等を含む貨車全般の全般検査を中心に実施している。下記に車種別で示す。

### 電車
- M250系 - 大井機関区 - T車全般検査

### 貨車
- チ1000形
- チキ5200形
- チキ5500形
- チキ6000形
- チキ7000形

- タキ43000形
- タキ44000形
- タキ1900形
- タキ1000形
- タキ1200形
- ホキ800形
- ホキ10000形
- ホキ1000形
- ホキ1100形
- ホキ2000形

- ヨ8000形

- コキ100・コキ101形 - 4両1ユニット形式
- コキ102・コキ103形 - 4両1ユニット形式
- コキ104形 - 単独使用可
- コキ105形 - 2両1ユニット形式
- コキ106形 - 単独使用可
- コキ110形 - 単独使用可
- コキ107形 - 単独使用可
- コキ200形 - 単独使用可

## 歴史
- 1907年（明治40年）10月 - 総武鉄道本所工場として発足[1][7]。
  - 現在の錦糸町駅に所在。国有化後は錦糸町工場となる[1]。
- 1928年（昭和3年） - 新小岩操車場に移転し、新小岩工場となる[1][7]。
- 1973年（昭和48年） - 大宮工場に統合され、新小岩車両センターとなる[1][8]。
- 1985年（昭和60年） - 組織体制が縮小され、大宮工場貨車職場となる[1][8]。
- 1987年（昭和62年）4月1日 - 日本貨物鉄道新小岩車両所となる[1][7][9]。
- 1997年（平成9年）8月25日 - 川崎貨物駅構内に移転し、川崎車両所となる[1][2]。
- 1999年（平成11年）4月1日 - 検査業務の一部を神奈川臨海鉄道塩浜機関区川崎車両所分室に委託[4]。
- 2001年（平成13年）4月1日 - 神奈川臨海鉄道川崎車両所分室が塩浜機関区より独立。川崎車両事業所となる[4]。